# Vosmaeria levigata
Vosmaeria levigata är en svampdjursart som beskrevs av Topsent 1896. Vosmaeria levigata ingår i släktet Vosmaeria och familjen Halichondriidae. Inga underarter finns listade i Catalogue of Life.